# Yaéré

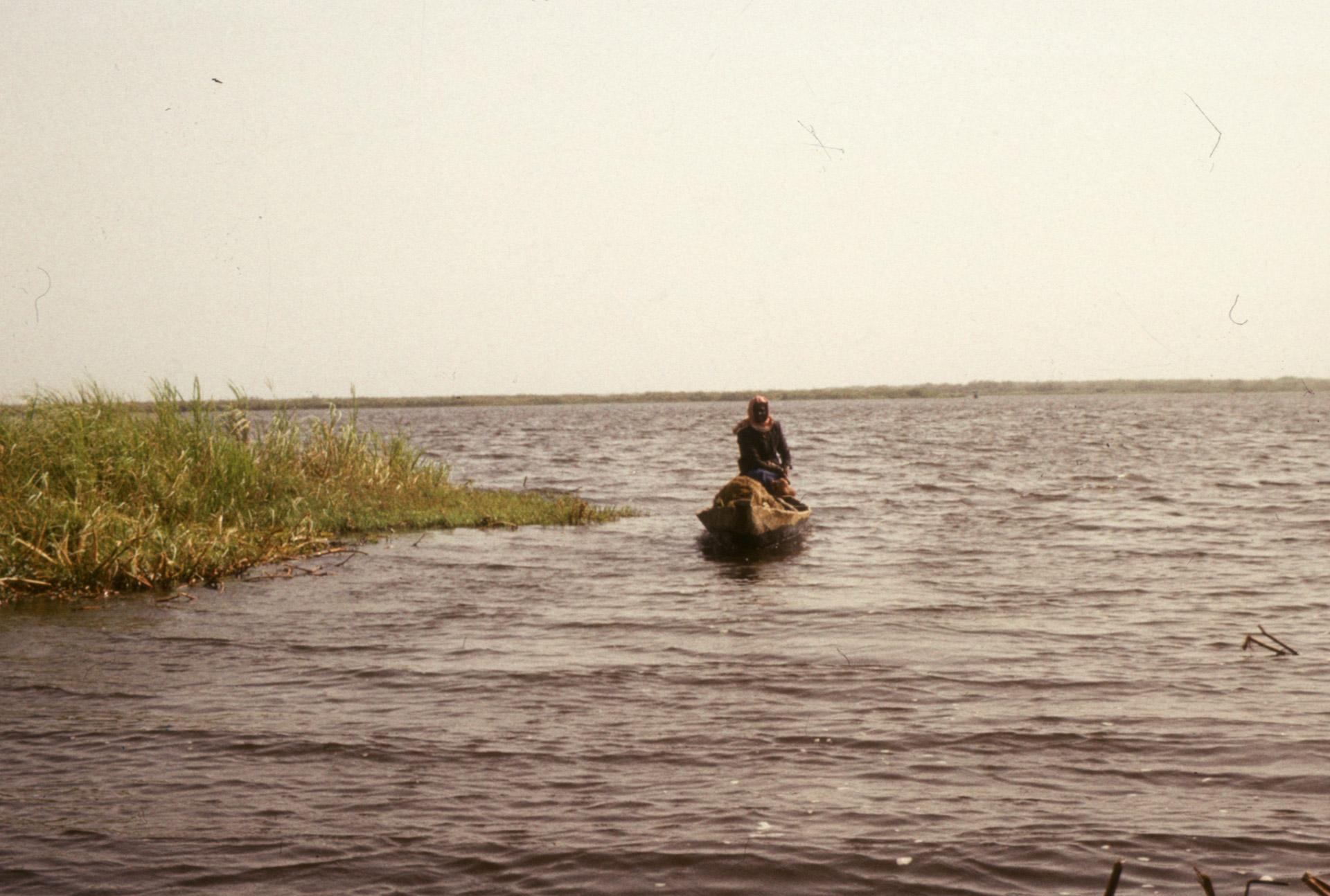
1977 in Africa, Kanuri people, Lake Chad

Le Yaéré – terme d'origine peule (yaayre) – est une large plaine d'inondation servant de pâturage après le retrait des eaux, dans l'extrême-nord du Cameroun. Sur une superficie de 8 000 km2, elle s'étend des pieds des monts Mandara au sud-ouest jusqu'au lac Tchad dans le nord. Les eaux proviennent principalement des débordements du fleuve Logone et de cours d'eau torrentiels des monts Mandara. 
Le parc national de Waza est situé dans sa partie sud-ouest.
La plaine abritait jadis une population estimée à plus 100 000 habitants qui vivaient de la pêche, de l’élevage, du tourisme et des cultures de décrue. Depuis le début des années 1970, le Yaéré a connu une réduction d'environ 60% du fait de la péjoration du régime de précipitation, ce qui a entrainé une baisse d'activité de l'agriculture, de l’élevage et de la pêche.